# Hacılar (İsmailli), Bergama
Hacılar, İsmailli là một xã thuộc huyện Bergama, tỉnh İzmir, Thổ Nhĩ Kỳ. Dân số thời điểm năm 2010 là 209 người.